# Pierre Thuillier (filósofo)
Pierre Thuillier (1932 - 29 de septiembre de 1998), fue un filósofo francés.

## Biografía
Enseñó epistemología e historia de la ciencia en la Universidad de París VII Denis Diderot. Participó en la redacción de la revista La Recherche como director, desde su creación hasta 1994 y colaboró en la revista Atomes. Publicó numerosos libros y artículos sobre la relación entre ciencia y sociedad. También fue un estudioso de la historia del pensamiento evolucionista.

## Obras

### Traducciones al español
- La manipulación de la ciencia. Madrid: Fundamentos, 1975. ISBN 8476583141.
- La Trastienda del Sabio. Colección Ciencias. Barcelona: Fontalba, 1983. ISBN 9788485530441.
- El Saber Ventrílocuo: Cómo Habla la Cultura a Través de la Ciencia. (Trad. Carlota Vallée Lazo) Volumen 444 de Colección Popular. México: Fondo de Cultura Económica, 1990. ISBN 9681625544.
- De Arquímedes a Einstein. Madrid: Alianza Editorial, 1990. Tomo 1 ISBN 9788420604879. Tomo 2 ISBN 9788420604886.
- Las pasiones del Conocimiento. Madrid: Alianza Editorial, 1992. ISBN 9788420627038.